# Grand Prix d'Isbergues 2002
Il Grand Prix d'Isbergues 2002, cinquantaseiesima edizione della corsa e valida come evento dell'UCI categoria 1.2, si svolse il 22 settembre 2002, per un percorso totale di 200,4 km. Fu vinto dal francese Cédric Vasseur che giunse al traguardo con il tempo di 4h35'35" alla media di 43,631 km/h.
Al traguardo 85 ciclisti portarono a termine il percorso.

## Ordine d'arrivo (Top 10)
| Pos. | Corridore           | Squadra         | Tempo    |
| ---- | ------------------- | --------------- | -------- |
| 1    | Cédric Vasseur      | Cofidis         | 4h35'35" |
| 2    | Ludovic Capelle     | AG2R Prév.      | a 23"    |
| 3    | Mark Scanlon        | AG2R Prév.      | s.t.     |
| 4    | Frédéric Amorison   | Lotto-Adecco    | s.t.     |
| 5    | Baden Cooke         | Fdjeux.com      | s.t.     |
| 6    | Pierrick Fédrigo    | Crédit Agricole | s.t.     |
| 7    | Nicolas Jalabert    | CSC-Tiscali     | a 3'23"  |
| 8    | Jean-Michel Tessier | Cofidis         | s.t.     |
| 9    | Stive Vermaut       | Palmans         | s.t.     |
| 10   | Christophe Brandt   | Lotto-Adecco    | s.t.     |